# A Temporary Truce
A Temporary Truce er en amerikansk stumfilm fra 1912 af D. W. Griffith.

## Medvirkende
- Charles Hill Mailes som Jim.
- Claire McDowell som Jims kone.
- Charles Gorman som Jack Hardy.
- Blanche Sweet som Alice Hardy.
- W. Chrystie Miller.